# Драгољуб Беквалац
Драгољуб Беквалац (Приштина, 14. јул 1952) југословенски и српски је бивши фудбалски тренер и фудбалер.

## Фудбалерска каријера
По доласку у омладински систем Војводине, почетком 1970-их дебитовао је у сениорском саставу Радничког Сомбор. Потом је играо за Нови Сад и Тетекс у Другој савезној лиги Југославије. Године 1980. потписао је уговор са матичним клубом Војводина. Тамо је провео три и по сезоне, одигравши 65 утакмица и постигао шест голова у Првој савезној лиги Југославије.

## Тренерска каријера
Након што је окачио копачке, био је тренер бројних клубова у домовини, међу којима су били Војводина и Београд. Професионално је радио и у Бугарској и Мађарској.

## Приватни живот
Отац је поп певачице Наташе Беквалац.

## Успеси
Работнички
- Прва лига Македоније у фудбалу: 2007/08.
- Куп Македоније: 2007/08.